# Hylaia dalmatina
Hylaia dalmatina là một loài bọ cánh cứng trong họ Endomychidae. Loài này được Kaufmann miêu tả khoa học năm 1883.